# آلبیون (رود آیلند)
آلبیون (به انگلیسی: Albion) یک منطقهٔ مسکونی در ایالات متحده آمریکا است که در لینکلن، رود آیلند واقع شده‌است.